# USS Amesbury (DE-66)
USS Amesbury (DE-66/APD-46) là một tàu hộ tống khu trục lớp Buckley được Hải quân Hoa Kỳ chế tạo trong Chiến tranh Thế giới thứ hai. Tên nó được đặt theo Trung úy Hải quân Stanton Morgan Amesbury (1916-1942), phi công phục vụ cùng Liên đội Tiêm kích VF-9 trên tàu sân bay Ranger (CV-4) và đã tử trận trong Chiến dịch Torch tại Bắc Phi vào ngày 9 tháng 11, 1942. Nó đã phục vụ trong chiến tranh cho đến đầu năm 1945, khi được cải biến thành một tàu vận chuyển cao tốc mang ký hiệu lườn APD-46, và tiếp tục phục vụ cho đến khi chiến tranh kết thúc; nó xuất biên chế năm 1946 và bị bán để tháo dỡ năm 1962, nhưng bị đắm trên đường kéo đi để tháo dỡ. Amesbury được tặng thưởng một Ngôi sao Chiến trận do thành tích phục vụ trong Thế Chiến II.

## Thiết kế và chế tạo
Những chiếc thuộc lớp tàu hộ tống khu trục Buckley có chiều dài chung 306 ft (93 m), mạn tàu rộng 37 ft 1 in (11,30 m) và độ sâu mớn nước khi đầy tải là 11 ft 3 in (3,43 m). Chúng có trọng lượng choán nước tiêu chuẩn 1.400 tấn Anh (1.400 t); và lên đến 1.740 tấn Anh (1.770 t) khi đầy tải. Hệ thống động lực bao gồm hai turbine hơi nước General Electric công suất 13.500 mã lực (10.100 kW), dẫn động hai máy phát điện công suất 9.200 kilôwatt (12.300 hp) để vận hành hai trục chân vịt;  công suất 12.000 hp (8.900 kW) cho phép đạt được tốc độ tối đa 23 kn (26 mph; 43 km/h), và có dự trữ hành trình 6.000 nmi (6.900 mi; 11.000 km) khi di chuyển ở vận tốc đường trường 12 kn (14 mph; 22 km/h).
Vũ khí trang bị bao gồm ba pháo 3 in (76 mm)/50 cal trên tháp pháo nòng đơn có thể đối hạm hoặc phòng không, một khẩu đội 1,1 inch/75 caliber bốn nòng và tám pháo phòng không Oerlikon 20 mm. Vũ khí chống ngầm bao gồm một dàn súng cối chống tàu ngầm Hedgehog Mk. 10 (có 24 nòng và mang theo 144 quả đạn); hai đường ray Mk. 9 và tám máy phóng K3 Mk. 6 để thả mìn sâu. Khác biệt đáng kể so với lớp Evarts dẫn trước là chúng có thêm ba ống phóng ngư lôi Mark 15 21 inch (533 mm). Thủy thủ đoàn đầy đủ bao gồm 186 sĩ quan và thủy thủ.
Amesbury được đặt lườn tại xưởng tàu của hãng Bethlehem-Hingham Shipyard, Inc., ở Hingham, Massachusetts vào ngày 8 tháng 3, 1943. Nó được hạ thủy vào ngày 6 tháng 6, 1943; được đỡ đầu bởi bà Janet Kenney Amesbury, vợ góa Trung úy Amesbury, và nhập biên chế vào ngày 31 tháng 8, 1943 dưới quyền chỉ huy của Hạm trưởng, Thiếu tá Hải quân Allen Bond Adams, Jr.

## Lịch sử hoạt động

### 1943 - 1944

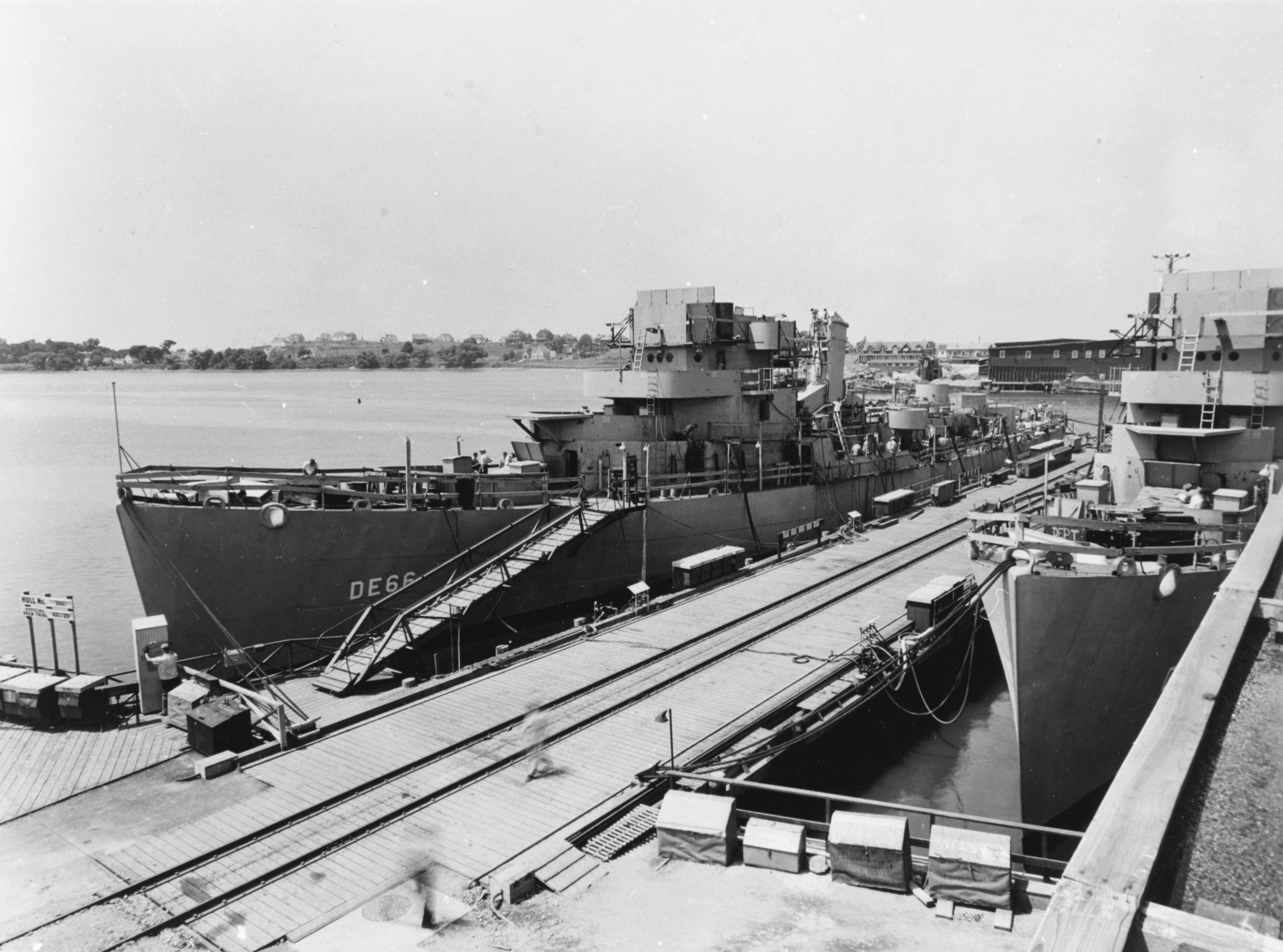
Amesbury đang được trang bị tại xưởng tàu Bethlehem Hingham, năm 1943.

Sau khi hoàn tất việc chạy thử máy huấn luyện tại vùng biển Bermuda và được sửa chữa tại Xưởng hải quân Boston, Amesbury đi đến Norfolk, Virginia, nơi nó phục vụ như tàu huấn luyện từ ngày 13 tháng 11, 1943 cho thủy thủ đoàn các tàu tàu hộ tống khu trục trong tương lai.
Amesbury bắt đầu phục vụ cùng Lực lượng Đặc nhiệm 69 từ ngày 20 tháng 11 trong vai trò hộ tống các đoàn tàu vận tải vượt Đại Tây Dương; sau đó nó gia nhập Đội đặc nhiệm 21.9 cho vai trò tương tự, kéo dài suốt mùa Xuân năm 1944. Trong giai đoạn này nó phục vụ như là soái hạm của Tư lệnh Đội hộ tống 19, Trung tá Hải quân H. W. Howe, và đã thực hiện bốn chuyến hộ tống vận tải khứ hồi đến Londonderry, Bắc Ireland, cùng một chuyến đến Greenock, Scotland. Vào lúc này Đội hộ tống 19 còn bao gồm các tàu hộ tống khu trục Bull (DE-693), Bunch (DE-694), Rich (DE-695), Bates (DE-68) và Blessman (DE-69).

#### Đổ bộ Normandy
Đi đến Londonderry vào ngày 1 tháng 6, Amesbury trình diện để phục vụ cùng Đội đặc nhiệm 124.7, rồi lên đường hai ngày sau đó để tham gia cuộc Đổ bộ Normandy. Đi đến ngoài khơi bãi đổ bộ vào ngày D, 6 tháng 6, nó đảm nhiệm việc hỗ trợ hỏa lực, rồi trong một tuần lễ tiếp theo đã phục vụ phòng không, đánh trả máy bay đối phương tìm các không kích tàu bè tại khu vực đổ bộ và phá hủy những quả thủy lôi trôi nổi.
Vào ngày 11 tháng 6, đang khi di chuyển trong một hình một đoàn tàu vượt eo biển Manche để đi sang bãi đổ bộ, tàu đổ bộ LST-496 trúng phải một quả mìn lúc 21 giờ 12 phút, và Amesbury đã lập tức đi đến để trợ giúp. Ba tàu đổ bộ nhỏ đã có mặt trước đó để giúp cứu vớt những binh lính được vận chuyển trước khi nó đến nơi; và với sự trợ giúp của Altus (PC-568), LCI-530 và tàu kéo ATA-125, nó chữa trị những người bị thương và tìm cách kéo LST-496 quay trở về cảng, tuy nhiên chiếc LST lật úp và đắm không lâu sau đó.

### Quay về Hoa Kỳ, cải biến thành tàu vận chuyển cao tốc
Quay trở về Plymouth, Anh vào ngày 12 tháng 6, Amesbury lên đường vào ngày hôm sau để quay trở về New York. Nó tiếp tục phục vụ cùng Đội hộ tống 19, và đã thực hiện một chuyến đi khứ hồi giữa New York và Ireland trong tháng 7. Khi Đội hộ tống 19 được giải thể vào ngày 4 tháng 8, nó lên đường đi sang khu vực Panama để thay phiên cho tàu khu trục Clark (DD-361). Đang trên đường đi, con tàu được cho chuyển hướng đến Key West, Florida, và trình diện để phục vụ tạm thời dưới quyền Tư lệnh Đội đặc nhiệm 23.3. Nó hoạt động cùng Trường Sonar Hạm đội phục vụ cho việc huấn luyện chống tàu ngầm tại vùng biển Florida cho đến ngày 20 tháng 2, 1945.
Đi đến Xưởng hải quân Philadelphia vào ngày 23 tháng 2, Amesbury được xếp lại lớp với ký hiệu lườn APD-46 cùng ngày hôm đó và ở lại xưởng tàu cho đến ngày 16 tháng 5, khi nó được cải biến thành một tàu vận chuyển cao tốc lớp Charles Lawrence. Con tàu rời Norfolk để đi sang khu vực Mặt trận Thái Bình Dương, băng qua kênh đào Panama và đi đến San Diego vào ngày 17 tháng 6. Sau một chuyến đi ngắn đến vùng quần đảo Hawaii, con tàu quay về vùng bờ Tây để phục vụ thực hành cùng Trường Sonar bờ Tây cũng như thực hành tác xạ tại khu vực San Diego cho đến giữa tháng 8; vào lúc này Nhật Bản đã chấp nhận đầu hàng giúp kết thúc cuộc xung đột.

### Sau chiến tranh
Sau khi đón lên tàu 11 sĩ quan và 81 thủy thủ thuộc Đội UDT-12 (Underwater Demolition Team - đội phá hoại dưới nước), Amesbury khởi hành đi sang Viễn Đông vào ngày 16 tháng 8. Sau khi ghé qua Trân Châu Cảng, nó đi đến Okinawa vào ngày 4 tháng 9, rồi tiếp tục hành trình ngay ngày hôm sau trong thành phần Đơn vị Đặc nhiệm 78.1.15 để hướng sang Jinsen, Triều Tiên. Nó ở lại khu vực này cho đến ngày 15 tháng 9, hoạt động như tàu kiểm soát cảng trong khi Đội UDT-12 tháo gỡ thủy lôi và dọn sạch chướng ngại vật tại các bãi đổ bộ, dọn đường cho việc đổ bộ của lực lượng chiếm đóng.
Sau một chuyến đi ngắn đến Okinawa, Amesbury tiếp tục đi sang Thiên Tân, Trung Quốc vào ngày 25 tháng 9, nơi nó hỗ trợ cho việc đổ bộ lực lượng chiếm đóng lên các cảng tại miền Bắc Trung Quốc. Nó rời vùng biển Trung Quốc vào ngày 4 tháng 10, cùng một đoàn tàu LST đi sang Okinawa. Trên đường đi nó đã phá hủy ba quả thủy lôi trôi nổi, một tàu buồm Trung Hoa vô chủ trôi dạt trên biển cũng như lẫn tránh một cơn bão. Đến ngày 22 tháng 10, con tàu khởi hành đi Guam, nơi nó đón lên tàu 37 cựu quân nhân Thủy quân Lục chiến cho hành trình quay trở về Hoa Kỳ. Cùng với Balduck (APD-132), nó đi ngang qua Eniwetok và Trân Châu Cảng và về đến San Diego vào ngày 7 tháng 11; và sau khi tiễn số hành khách lên bờ nó tiếp tục hành trình đi sang vùng bờ Đông vào ngày 7 tháng 12, về đến Norfolk không lâu sau đó. Được cho tháo dỡ đạn dược và tiếp liệu, nó đi đến Green Cove Springs, Florida và được đưa về Đội Florida thuộc Hạm đội 16 (tiền thân của Hạm đội Dự bị Đại Tây Dương).
Được chính thức cho xuất biên chế vào ngày 3 tháng 7, 1946, Amesbury không bao giờ được huy động phục vụ trở lại. Tên nó được cho rút khỏi danh sách Đăng bạ Hải quân vào ngày 1 tháng 6, 1960, và con tàu được bán cho hãng Chet Alexander Marine Salvage tại Key West, Florida vào ngày 24 tháng 10, 1962 để tháo dỡ. Tuy nhiên lúc đang được kéo đi, con tàu đắm tại vị trí khoảng 5 nmi (5,8 mi; 9,3 km) về phía Tây Key West; xác tàu nằm ở độ sâu 25 foot (7,6 m) tại tọa độ 24°36.970′B 81°58.910′T / 24,616167°B 81,981833°T.

## Phần thưởng
Amesbury được tặng thưởng một Ngôi sao Chiến trận do thành tích phục vụ trong Thế Chiến II.
|  |             |  |
|  | Bronze star |  |

| Dãi băng Hoạt động Tác chiến (truy tặng)      | Dãi băng Hoạt động Tác chiến (truy tặng)                                     | Huân chương Chiến dịch Hoa Kỳ                                                | Huân chương Chiến dịch Hoa Kỳ        |
| Huân chương Chiến dịch Châu Á-Thái Bình Dương | Huân chương Chiến dịch Châu Âu-Châu Phi-Trung Đông với 1 Ngôi sao Chiến trận | Huân chương Chiến dịch Châu Âu-Châu Phi-Trung Đông với 1 Ngôi sao Chiến trận | Huân chương Chiến thắng Thế Chiến II |